# Procédure hiérarchique d'analyse

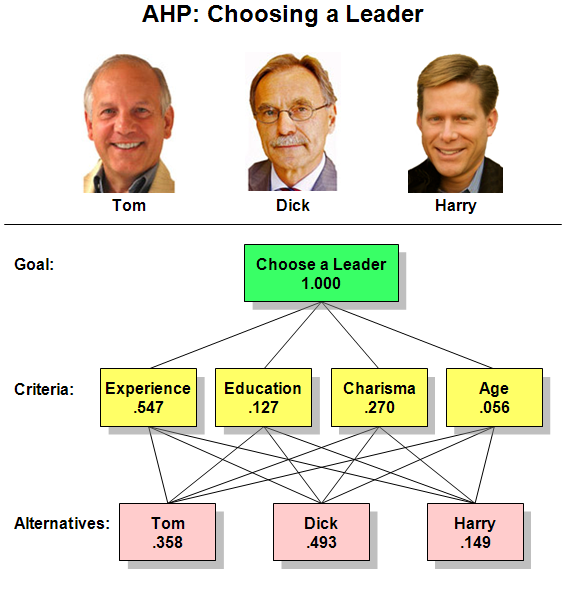
Un simple procédure hiérarchique d'analyse. Le but est de choisir le leader le plus approprié parmi trois candidats. Les facteurs considérés sont l'expérience, l'éducation, le charisme et l'âge. Selon les preneurs de décision, Dick est le candidat le plus prometteur, puis Tom et Harry.

Le processus d'analyse hiérarchique est une technique structurée pour organiser et analyser des décisions complexes, basée sur les mathématiques et la psychologie. Elle a été développée par Thomas L. Saaty dans les années 1970, largement étudiée et affinée depuis.
Elle a notamment des applications en prise de décision de groupe, et est utilisée à travers le monde pour une grande variété de prises de décision, que ce soit des décisions gouvernementales, dans le monde des affaires, de l'industrie, de la santé, de la construction navale ou de l'éducation.
Plutôt que de prescrire une décision « exacte », la procédure d'analyse hiérarchique aide les décideurs à trouver celle convenant le mieux à leur objectif et leur compréhension du problème. Elle fournit un cadrage complet et rationnel de structuration d'une prise de décision, de représentation et d'évaluation des éléments, afin de les relier aux objectifs et d'évaluer les solutions de rechange.
L'utilisateur de la procédure hiérarchique d'analyse commence par décomposer la problématique devant aboutir à une décision en une hiérarchie de sous-problèmes de plus en plus facilement restreints pour pouvoir être analysés de façon indépendante. Les éléments de la hiérarchie peuvent se rapporter à un aspect de la décision, à un problème matériel ou immatériel, soigneusement mesuré ou estimé, bien ou mal compris, tout en se rapportant à une prise de décision.Une fois que la hiérarchie est construite, les décideurs évaluent systématiquement ses différents éléments en les comparant les uns aux autres, deux à la fois, en ce qui concerne leur impact sur un élément au-dessus d'eux dans la hiérarchie. En réalisant ces comparaisons, les décideurs peuvent utiliser des données concrètes d'éléments, mais utilisent leur jugement pour décider des éléments pertinents et d'importance. C'est l'essence même de la PHA que le jugement humain, et pas uniquement les informations sous-jacentes, puisse être utilisées pour conduire les évaluations.